# Olyphant & Co.
Olyphant & Co. (同孚洋行, Тунфу Янхан) — одна из крупнейших американских торговых фирм (hong, 行), участвовавших в торговле с цинским Китаем в XIX веке. Была одной из немногих компаний США, обосновавшихся в Кантоне ещё до заключения Калебом Кушингом Вансяского договора. 
Начав с посреднической торговли в Кантоне, торговый дом открыл отделения в Гонконге, Шанхае, Фучжоу и Ханькоу, а затем расширил свои операции на Австралию, Новую Зеландию и Великобританию. Особенностью Olyphant & Co. было то, что компания принципиально не участвовала в сверхприбыльной опиумной торговле, но активно способствовала деятельности американских протестантских миссионеров в Китае. Основатель компании, Дэвид Олифант (1789—1851), был известен как «отец американской миссии в Китае».
После отхода Олифантов от управления семейным бизнесом неудачные операции в Перу привели к тому, что в 1878 году Olyphant & Co. разорилась.

## История

### Основание и расцвет

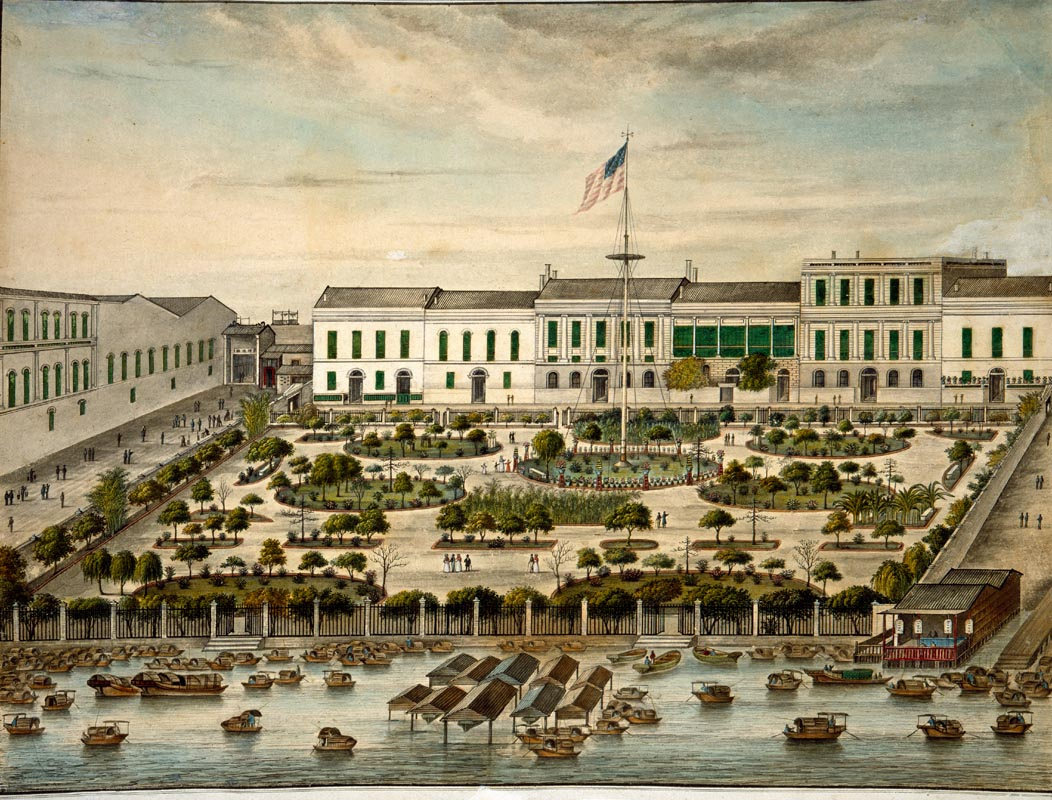
Американская фактория в Кантоне

Olyphant & Co. была основана в Кантоне в 1828 году бизнесменами Дэвидом Олифантом и Чарльзом Тэлботом после того, как разорился их прежний работодатель Томас Смит. Партнёры торговали чаем, шёлком и коврами со своего склада на территории американской фактории. Олифант критиковал процветавшую торговлю наркотиками, а Olyphant & Co. была единственной из крупных торговых фирм, которая не участвовала в контрабанде опиума в Китай. Кроме того, Olyphant & Co. финансово помогала американским протестантским миссионерам, а торговые суда компании бесплатно перевозили проповедников через Тихий океан.
Многим миссионерам кантонский офис Olyphant & Co. предоставлял бесплатное жильё. На одном из складов Olyphant & Co. американский врач и миссионер Питер Паркер открыл больницу для китайцев. Компания также поддерживала англоязычную газету The Canton Register, которую с 1827 года издавали шотландский предприниматель Джеймс Мэтисон и американский журналист Уильям Вуд.
Из всех крупнейших американских фирм, обосновавшихся в Кантоне, Olyphant & Co. была самым ярким примером старой семейной фирмы (в этом отношении с ней бы могла посоревноваться Perkins & Co., но она вышла из торговли ещё до взлёта Olyphant & Co. и в конечном счёте слилась с Russell & Co.).
В 1834—1837 годах Олифант работал в Кантоне, а делами фирмы в Нью-Йорке управляли Чарльз Тэлбот и Чарльз Кинг (именно в этот период появились первые разногласия между старшими партнёрами). Наибольшую прибыль приносили поставки китайского чая в США, однако лондонские банкиры отказывали фирме в кредитах, считая, что Олифант расширял свой бизнес рискованными методами. Репутация Дэвида Олифанта не способствовала его контактам с торговцами опиумом, из-за чего обороты Olyphant & Co. никогда даже не приближались к оборотам конкурентов из Russell & Co. и Wetmore & Co. Концентрация исключительно на судоходстве и фрахте вызывала беспокойство за будущее компании у младших партнёров Olyphant & Co. Отчасти из-за этого появилась новая фирма Gordon & Talbot, тесно связанная с Olyphant & Co.
В ноябре 1834 года Дэвид Олифант, Джеймс Мэтисон, Карл Гюцлаф, Джон Роберт Моррисон (сын Роберта Моррисона) и другие предприниматели и миссионеры создали комитет по продвижению в Китае деятельности Общества распространения полезных знаний. В середине 1830-х годов отмена чартеров Британской Ост-Индской компании значительно изменила торговлю в регионе. Из-за очередного перенасыщения рынка и ценовых колебаний Olyphant & Co. переживала резкое снижение прибыли и увеличение рисков. Другими поводами для беспокойства были рост контрабандной торговли опиумом и борьба с ней китайских чиновников. Новый генерал-губернатор Гуандуна и Гуанси Дэн Тинчжэнь начал эффективную кампанию, которая ограничила деятельность как опиумных трейдеров, так и не связанных с наркотиками торговцев.
В 1837 году судно Morrison, принадлежавшее Olyphant & Co., попыталось вернуть на родину семь японских моряков, потерпевших кораблекрушение, однако японский флот открыл огонь, и судно было вынуждено отступить. К осени 1839 года нью-йоркская ветвь фирмы (Talbot, Olyphant & Co.) уже работала в значительной автономии от кантонской ветви (Olyphant & Co.), хотя они и продолжали тесное сотрудничество.
Китайской фирмой до 1846 года руководили Чарльз Кинг и его кузен Уильям Говард Морс, который начинал в качестве клерка в нью-йоркском офисе. Во время Первой опиумной войны большинство иностранцев покинули Кантон накануне британского штурма, но Морс остался и следил за сохранностью имущества компании. На двух последних судах Olyphant & Co. Морс бежал из фактории перед тем, как её захватила толпа китайцев. Одно из судов было обстреляно китайскими войсками, в результате чего погиб американский матрос. Кроме того, был утерян весь архив Olyphant & Co., хранившийся в офисе.

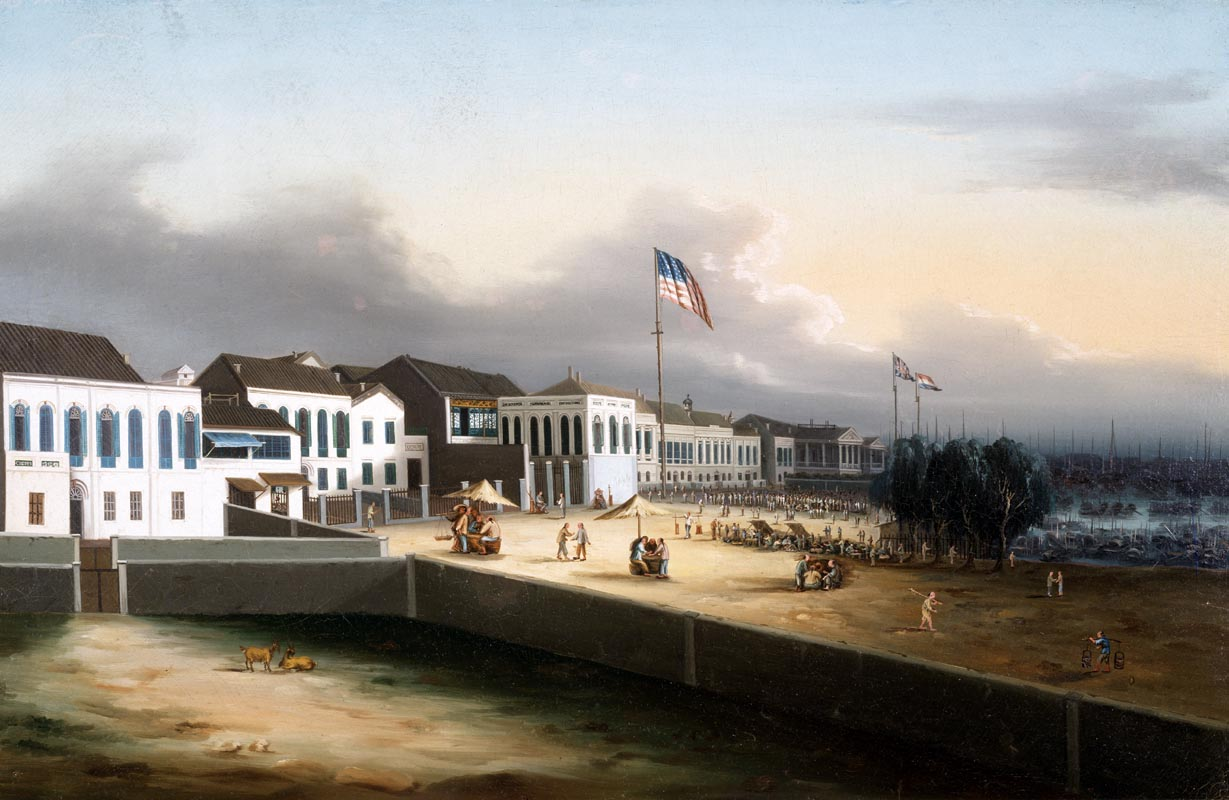
Американская фактория в Кантоне

Глава Olyphant & Co. Чарльз Кинг во время Первой опиумной войны активно критиковал торговлю наркотиками, чем вызвал недовольство у многих соотечественников. Но умеренный Морс, ставший младшим партнёром компании, был фаворитом американской диаспоры Кантона. Без ведома Кинга он установил тесные отношения с могущественной британской Jardine, Matheson & Co., которая предоставляла Olyphant & Co. контракты на перевозку хлопка вверх по реке Чжуцзян (несмотря на запрет китайского правительства, Морс, по-видимому, вывозил из страны серебряные слитки, получаемые от Jardine, Matheson & Co.).
К началу 1850-х годов Olyphant & Co. владела клиперами William E. Roman, Wild Pigeon, Tinqua и Wild Duck, перевозившими шёлк и чай из Китая в США. Хотя формально Olyphant & Co. принадлежала представителям семей Олифант и Кинг, фактически руководство операциями находилось в руках молодого поколения управленцев, не носивших этих фамилий. В 1850 году Дэвид Олифант последний раз посетил Китай, но уже больше не по делам фирмы (кантонский офис давно не подчинялся ему), а ради миссионерской деятельности.

### Компания после смерти Дэвида Олифанта
В 1851 году Дэвид Олифант скончался, и фирму возглавил его сын Роберт Моррисон Олифант. В 1858 году он реорганизовал Olyphant & Co. и стоял у руля компании до 1873 года, пока не покинул семейный бизнес. При нём фирма продолжала работать, опираясь на те же принципы, что и во времена Олифанта-старшего, Чарльза Тэлбота и Чарльза Кинга. Молодые сотрудники, хотя и не были такими ревностными миссионерами, как основатели, считались преданными христианами и старались следовать принципам и методам Дэвида Олифанта. Религиозность сотрудников компании породила ряд прозвищ, которыми Olyphant & Co. наградили в Кантоне («Уголок Сиона», «Святое семейство», «Humbug & Co.»); одного из сотрудников называли «Молодой царь Израильский».
Несмотря на репутацию религиозной и благочестивой фирмы, Olyphant & Co. прежде всего была коммерческой организацией. Например, компания была печально известна тем, что уведомляла об отплытии своих судов в последний момент. Кроме того, компания дольше остальных отказывалась перевозить письма, чтобы конкуренты не смогли воспользоваться свежими коммерческими новостями. Нередко руководители, как ранее Дэвид Олифант и Чарльз Кинг, использовали критику наркоторговли для обычной борьбы с конкурентами.
При отце и сыне Олифант компания большую часть времени процветала, конкурируя с такими столпами американской торговли в Китае, как Augustine Heard & Co. и Russell & Company. Помимо Кантона, офисы Olyphant & Co. работали в Гонконге, Фучжоу, Шанхае и Ханькоу, а также в Австралии и Новой Зеландии. В 1870-х годах совместно с Jardine, Matheson & Co. и Augustine Heard & Co. компания в лице партнёра Августа Аллена Хейза участвовала в проекте постройки железной дороги в Шанхае.

### Банкротство
В середине 1870-х годов, после ухода Роберта Моррисона Олифанта, компания уменьшила активность на китайском рынке, но совместно с правительством Перу активно занялась бизнесом на селитре. Для работы были привлечены китайские кули, которых корабли Olyphant & Co. перевозили из Китая в Перу. Однако рабочих доставляли в непригодных условиях, из-за чего разгорелся скандал. Предположительно, утечке информации способствовали конкуренты, которых негласно поддерживали британские власти. К удивлению делового сообщества, к концу 1878 года потери Olyphant & Co. привели к остановке торговли и разорению (наибольшая задолженность у компании имелась перед Drexel, Morgan & Co. и правительством Перу).
Члены семьи Олифант, фактически покинувшие Olyphant & Co., имели интересы в другой компании — Ward, Talbot & Olyphant, которая в конце XIX — начале XX веков занималась в том числе и угольным бизнесом.

## Ключевые фигуры

### Олифант-старший

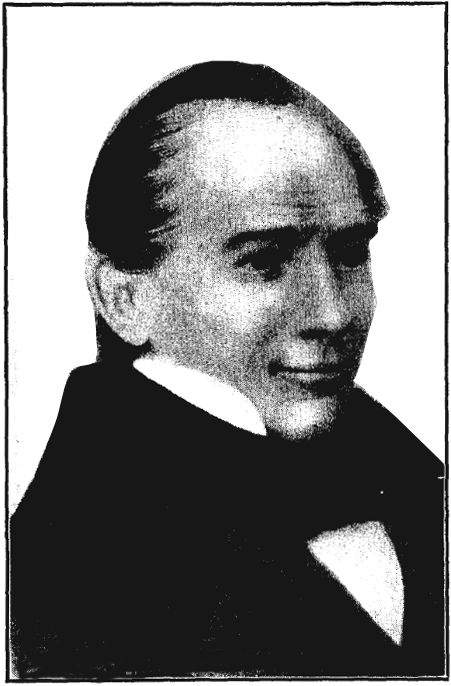
Дэвид Олифант

Дэвид Вашингтон Олифант родился в 1789 году в Ньюпорте. Его отцом был шотландец Дэвид Олифант, сторонник Карла Эдуарда Стюарта, бежавший в Америку вскоре после сражения при Каллодене, матерью — Энн Олифант (урождённая Вернон), внучка губернатора Род-Айленда Ричарда Уорда. После смерти отца в 1805 году Олифант переехал в Нью-Йорк, где устроился на работу в торговую фирму King & Talbot, которая вела дела с Китаем (семьи Кинг и Вернон состояли в родстве через сестру Энн Олифант). В 1809 году Кинг на время вышел из правления фирмы, и Тэлботы сделали Олифанта партнёром. В 1812 году Олифант ненадолго переехал в Балтимор, где создал собственную фирму Bucklin & Olyphant, однако бизнес не пошёл, и он был вынужден вернуться в Нью-Йорк к Тэлботам.
В 1817 году Дэвид Олифант стал работать на крупнейшего нью-йоркского торговца чаем Томаса Смита. В 1820 году по делам фирмы Олифант отправился в Китай. Туда же был послан практиковаться в качестве клерка Чарльз Тэлбот, старший сын Джорджа Тэлбота, у которого Олифант работал в Нью-Йорке. Молодые люди стали друзьями и жили по соседству в американской фактории. В Кантоне Олифант познакомился также с британским миссионером Робертом Моррисоном, что положило начало тесным связям между коммерсантом и протестантскими миссионерами в Китае. В 1822 году пожар уничтожил много складов, и Олифант перебрался в шведскую факторию.
В 1823 году Олифант вернулся в США, где в 1824 году у него родился сын Роберт Моррисон Олифант, названный в честь знаменитого британского синолога и проповедника. В 1826—1827 годах Дэвид Олифант вновь жил в Китае, где занимался чайной коммерцией и поддерживал первых американских миссионеров. Фирма Смита была крупнейшим американским чайным дилером Кантона, его агенты получали самые высокие зарплаты и пользовались многочисленными льготами. Однако в 1828 году из-за перенасыщения рынка и ряда махинаций Томас Смит разорился, после чего Олифант и Тэлбот основали собственную фирму Olyphant & Co. В 1834—1837 годах Олифант вернулся в Китай, а в 1838 году был избран членом Американского совета уполномоченных для иностранных миссий (ABCFM).
В 1842 году выдающийся американский синолог, миссионер и дипломат Сэмюэл Уэллс Уильямс охарактеризовал Олифанта как «надёжного и щедрого друга всех тех, кто прикладывает усилия на благо Китая». В 1850 году Олифант вновь приехал в Китай, но слабое здоровье заставило его покинуть Дальний Восток. Во время пути на родину Дэвид Олифант скончался в Египте в июне 1851 года.

### Олифант-младший и наследники

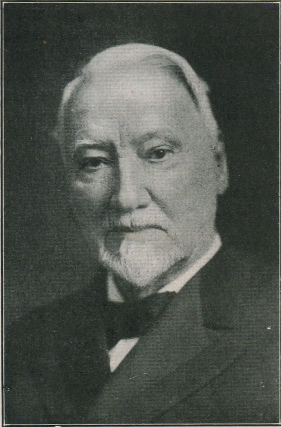
Роберт Моррисон Олифант

Роберт Моррисон Олифант родился в 1824 году в Нью-Йорке, окончил Колумбийский университет, после чего работал в фирме отца Olyphant & Co. В 1844 году побывал в Китае, в 1845 году вернулся в США. В 1858 году Роберт реорганизовал компанию покойного отца и четыре года жил на Востоке. Он возглавлял Olyphant & Co. до 1873 года, пока не решил покинуть семейный бизнес. Позже Олифант занимал различные руководящие посты в Delaware and Hudson Canal Company и железнодорожной компании Delaware and Hudson Railway (вероятно, его карьере в немалой степени способствовало то, что в 1859—1869 годах компанию возглавлял его родственник, Джордж Тэлбот Олифант).
В 1903 году Роберт Моррисон Олифант вышел на пенсию. Он участвовал в сборе денег на первое здание Национальной академии дизайна в Нью-Йорке, помогал финансово Обществу Святого Андрея штата Нью-Йорк и Христианскому колледжу Кантона, умер в 1918 году в Нью-Йорке. Сын Роберта Моррисона Олифанта, Роберт Олифант, родился в 1853 году, с 1874 года работал в Ward, Talbot & Olyphant, курируя угольный бизнес компании до своего увольнения в 1910 году. Прямым потомком Олифантов является голливудский актёр Тимоти Олифант.

## Наследие
Во время Первой опиумной войны весь архив Olyphant & Co., хранившийся в кантонском офисе, был утерян. Частично сохранилась лишь деловая переписка шанхайского и гонконгского офисов фирмы, хранящаяся преимущественно у частных коллекционеров (маркофилистов и филателистов). Рукописи и письма, отправленные Дэвидом Олифантом в 1827—1851 годах из Кантона и Шанхая, хранятся в архиве библиотеки Нью-Йоркской объединённой теологической семинарии.

## Комментарии
1. ↑  Предположительно, из шотландского клана Олифант.